# 洛尔达乡
洛尔达乡，是中华人民共和国四川省阿坝藏族羌族自治州阿坝县已撤销的一个乡。
2020年6月，四川省人民政府批复同意阿坝州调整阿坝县等6个县部分乡镇行政区划。其中，撤销洛尔达乡、安羌乡，设立安羌镇，以原洛尔达乡阿尔君村、洛尔达村、徐藏村、哇多村、学尔沟村和原安羌乡所属行政区域为安羌镇行政区域。

## 行政区划
洛尔达乡撤销前下辖以下地区：
洛尔达村、阿尔君村、哇尔多村、徐藏村、学尔沟村和苟扎村。